# Govenia superba
Govenia superba  es una especie de orquídea de hábito terrestre originaria de América. En México recibe los nombres de azucena amarilla y cozticzacatzacuxochitl.

## Descripción
Es una orquídea de gran tamaño, que prefiere clima fresco a frío, de hábitos terrestres  y con pseudobulbos globosos envueltos basalmente por brácteas escariosas que llevan 2 hojas elípticas, plegadas apicales, delgadas que son de color rojo. Florece en la primavera o el otoño en una inflorescencia terminal, erecta, roja, de 105 cm de largo, la inflorescencia es racemosa con brácteas prominentes y produce muchas flores aromáticas derivadas del centro de un crecimiento más reciente.

## Distribución y hábitat
Se encuentra desde el centro de México, Guatemala, El Salvador, Colombia, Venezuela y Ecuador, a elevaciones de 2000 a 3000 metros en los bosques de roble y pino en las montañas muy húmedas en laderad orientadas al sur en cañones de gran profundidad, con sombra.

## Taxonomía
Govenia superba fue descrita por (Lex.) John Lindley y publicado en The Genera and Species of Orchidaceous Plants 153. 1832.
Sinonimia
- Maxillaria superba Lex.[4][5]